# محمدرضا مهدوی کنی
محمدرضا مهدوی کنی (۱۴ مرداد ۱۳۱۰ – ۲۹ مهر ۱۳۹۳) با نام پیشین محمدرضا حاج باقری، روحانی، فقیه شیعه و سیاست‌مدار ایرانی، سومین رئیس مجلس خبرگان رهبری از ۱۳۸۹ تا زمان درگذشتش، دبیرکل جامعه روحانیت مبارز   و همچنین رئیس دانشگاه امام صادق از ۱۳۶۱ تا زمان درگذشتش بود. او استاد درس اخلاق اسلامی، فقه، اصول فقه و تفسیر این دانشگاه نیز بود. همچنین دوره کوتاهی از ۱۱ شهریور تا ۷ آبان ۱۳۶۰ نخست‌وزیر و رئیس هیئت دولت شد تا انتخابات مجدد ریاست‌جمهوری شکل بگیرد.

## زندگی
وی پیش از انقلاب ۱۳۵۷ از روحانیون مخالف حکومت پهلوی بود و پس از انقلاب یکی از ۵ روحانی بود که هستهٔ اصلی شورای انقلاب را تشکیل می‌دادند. وی پس از پیروزی انقلاب اسلامی با حکم سید روح‌الله خمینی به عنوان سرپرست کمیته‌های انقلاب اسلامی تعیین شد. پس از آن به عنوان وزیر کشور (در دولت‌های شورای انقلاب، رجایی و باهنر) و کفیل نخست‌وزیری (پس از ترور رجایی و باهنر) بوده است

### استادان
وی تا سال ۱۳۴۰ نزد استادانی چون علی اکبر برهان عبدالجواد سده‌ای (جبل عاملی)، محمدصدوقی، سیدمحمد باقرسلطانی، مجاهدی، سیدابوالحسن رفیعی قزوینی، ابوالحسن شعرانی، سید محمد حسین طباطبایی، سید حسین طباطبایی بروجردی، سید روح‌الله خمینی و سید محمد رضا گلپایگانی تحصیل کرد.

### در دانشگاه امام صادق
مهدوی کنی، عضو هیئت امناء دانشگاه امام صادق بود که به انتخاب همین هیئت به عنوان اولین رئیس این دانشگاه انتخاب شد و تا پایان عمر این سمت را برعهده داشت.

### سمت‌ها
مهدوی کنی پس از پیروزی انقلاب سمت‌های مختلفی را عهده‌دار بوده است که از جمله آن‌ها می‌توان به موارد ذیل اشاره کرد:
- عضویت در حلقه اولیه شورای انقلاب از طرف سید روح‌الله خمینی
- عضویت در کمیته استقبال از سید روح‌الله خمینی
- سرپرستی کمیته انقلاب اسلامی (به عنوان اولین نهاد انقلابی مسلح برای حفظ انقلاب به پیشنهاد مرتضی مطهری و دستور سید روح‌الله خمینی)
- عضویت به عنوان فقیه در شورای نگهبان قانون اساسی (دو مرتبه)
- نمایندگی سید روح‌الله خمینی در هیئت حل اختلاف مسؤولان نظام و چندین مأموریت مشابه در حوادث مهم دوران انقلاب
- وزارت کشور در کابینه‌های رجایی و باهنر
- نخست‌وزیری پس از ترور محمدعلی رجایی و محمدجواد باهنر
- عضویت در ستاد انقلاب فرهنگی به حکم سید روح‌الله خمینی
- عضویت در شورای عالی انقلاب فرهنگی به حکم سید روح‌الله خمینی و سید علی خامنه‌ای
- مسؤولیت ستاد کمک‌رسانی به مردم مناطق بمباران شده
- عضویت در شورای بازنگری قانون اساسی
- ریاست مرکز رسیدگی به امور مساجد
- عضو مجمع تشخیص مصلحت نظام
- عضو مجلس خبرگان رهبری
- مؤسس، بنیان‌گذار و دبیرکل جامعه روحانیت مبارز
- رئیس دانشگاه امام صادق
- تولیت حوزه علمیه مروی به همراه موقوفات وابسته، به حکم سید روح‌الله خمینی
- رئیس مجلس خبرگان رهبری.[۸]

#### عضویت در هیئت سه نفره حل اختلاف بین روحانیت و بنی صدر
در ۱۲ فروردین ۱۳۶۰ هیئت حل اختلافی مرکب از مهدوی کنی (نمایندهٔ خمینی)، شهاب‌الدین اشراقی (نمایندهٔ بنی‌صدر) و محمد یزدی (نمایندهٔ مجلس و رجایی) تشکیل گردید.
هیئت در ۱۰ خرداد ۱۳۶۰ بنی صدر را در مواردی از جمله مطرح کردن موضوعات اختلاف‌برانگیز در سخنرانیها و مصاحبه‌های خود متخلف شناخت.بنی‌صدر نظر هیئت را قبول نکرد و مراجعه به آرای عمومی را راه حل اختلافات دانست.

## درگذشت
وی روز چهارشنبه ۱۴ خرداد ۱۳۹۳ پس از شرکت در مراسم سالروز درگذشت سید روح‌الله خمینی، بر اثر عارضه قلبی به کما رفته و مدتی در بیمارستان بهمن تهران و سپس بیمارستان تخصصی قلب رجایی بستری بود. و ساعت ۹ صبح روز سه‌شنبه، ۲۹ مهر ۱۳۹۳ در بیمارستان رجایی، در ۸۳ سالگی درگذشت.
مراسم خاکسپاری وی در روز پنج‌شنبه، ۱ آبان همان سال، انجام شد و پس از نماز میت توسط سید علی خامنه‌ای بر پیکر وی که در دانشگاه تهران انجام گرفت، جسد او، طبق وصیتش در صحن آیت‌الله کاشانی حرم شاه عبدالعظیم (که پیش از این مقبره ناصرالدین شاه نامیده می‌شد) دفن شد. در مراسم خاکسپاری وی، تعدادی از مردم و مقامات سیاسی و نظامی ایران حضور داشتند.

## دیدگاه‌ها
وی دربارهٔ نظارت بر رهبری گفته است که:
نظارت به این معنا نیست که ما بخواهیم از رهبری اشکال بگیریم. نظارت ما همان نظارت حراستی است که در دعای عهد آمده است، البته ما نمی‌گوییم اشتباه وجود ندارد، اما معتقدیم که نظارت بر رهبری همان حراست از رهبری است.
وی «حراست از رهبری» را این گونه توضیح می‌دهد:
البته گاهی ممکن است حفظ به معنی تذکر باشد، اما این به مفهوم از بین بردن همه حرمت‌ها و چارچوب‌ها نیست.

## زندگی شخصی
مهدوی کنی در سال ۱۳۳۸ ازدواج کرد. او دو دختر و یک پسر داشت. دختر بزرگ او مریم، دکترای فقه دارد و عضو هیئت علمی دانشگاه است و با ابراهیم انصاریان ازدواج کرده است که در دوره ریاست مهدوی کنی بر مجلس خبرگان رئیس دفتر او را بر عهده داشت. دختر دیگر او مهدیه دارای دکترای تاریخ اسلام و همسر سید مصطفی میرلوحی است که او نیز مدتی ریاست دفتر مهدوی کنی را بر عهده داشت. پسر مهدوی کنی، محمد سعید، روحانی و دارای دکترای فرهنگ و ارتباطات است و با دختر سید محمد علی شهیدی محلاتی وصلت کرده است.

### تغییر نام خانوادگی
نام خانوادگی او در ابتدا حاجی باقری بوده که بعدها به دلیل ارادت زیاد او به امام زمان به مهدوی معروف شد و پس از آن نام خانوادگی خود را به مهدوی کنی تغییر داد.

دختر او در این باره می‌گوید:
وقتی پدرم در قم بودند، به خاطر توسل زیادشان به صاحب‌الزمان، دوستانشان ایشان را مهدوی خطاب می‌کنند، البته فامیلی اصلیشان حاجی باقری است و شناسنامه همه ما مهدوی کنی هستیم.

## آثار
- نقطه‌های آغاز در اخلاق عملی (کتاب سال جمهوری اسلامی ایران که تاکنون بیش از سی بار تجدید چاپ شده است)
- اصول و مبانی اقتصاد اسلامی در قرآن
- بیست گفتار
- شرح دعای افتتاح
- تقریرات درس‌های خارج فقه بروجردی و روح‌الله خمینی
- خاطرات (مرکز اسناد انقلاب اسلامی)

## تدریس
- تدریس خارج فقه در دانشگاه و مدرسه علمیه مروی برای دانشجویان و طلاب دوره‌های عالی
- تدریس آیات‌الاحکام در مدرسه مروی و آیات اقتصادی در دانشگاه امام صادق
- تدریس دوره‌های اخلاق اسلامی در دانشگاه امام صادق و حوزه علمیه مروی

## برای مطالعهٔ بیشتر
| مناصب نظامی                                      | مناصب نظامی                                         | مناصب نظامی                            |
| ------------------------------------------------ | --------------------------------------------------- | -------------------------------------- |
| عنوان جدید                                       | سرپرست کمیته‌های انقلاب اسلامی ۱۳۶۱–۱۳۵۷             | پسین: علی‌اکبر ناطق نوری                |
| مناصب سیاسی                                      |                                                     |                                        |
| عنوان جدید                                       | معاون وزیر کشور در امور کمیته‌های انقلاب اسلامی ۱۳۵۸ | بدون متصدی                             |
| پیشین: اکبر هاشمی رفسنجانیسرپرست                 | وزیر کشور ۱۳۶۰–۱۳۵۸                                 | پسین: سید کمال‌الدین نیک‌روش             |
| پیشین: محمدجواد باهنر                            | نخست‌وزیر ایران ۱۳۶۰                                 | پسین: میرحسین موسوی                    |
| مناصب حکومتی                                     |                                                     |                                        |
| عنوان جدید                                       | دبیر شورای نگهبانسرپرست ۱۳۵۹                        | پسین: لطف‌الله صافی گلپایگانی           |
| مناصب احزاب سیاسی                                |                                                     |                                        |
| پیشین: فضل‌الله محلاتی                            | دبیرکل جامعه روحانیت مبارز ۱۳۹۳–۱۳۶۰                | پسین: محمدعلی موحدی کرمانی             |
| سِمَت‌های علمی                                      |                                                     |                                        |
| عنوان جدید                                       | رئیس دانشگاه امام صادق ۱۳۹۳–۱۳۶۱                    | پسین: محمدباقر باقری کنیسرپرست         |
| پیشین: حسینعلی منتظری به عنوان رئیس عالی دانشگاه | رئیس هیئت امنای دانشگاه امام صادق ۱۳۹۳–۱۳۶۸         | بدون متصدیتصدی بعدی توسط:صادق لاریجانی |
| کرسی پارلمانی                                    |                                                     |                                        |
| پیشین: اکبر هاشمی رفسنجانی                       | رئیس مجلس خبرگان رهبری ۱۳۹۳–۱۳۸۹                    | بدون متصدیتصدی بعدی توسط:محمد یزدی     |